# Federico Craveri (naturalista)
Federico Craveri (Torino, 29 luglio 1815 – Bra, 14 aprile 1890) è stato un naturalista, chimico, geologo, esploratore, alpinista, navigatore, etnografo, fisico, meteorologo, botanico, zoologo, enologo e corrispondente scientifico di giornali e riviste italiano.
Come molti naturalisti dell'Ottocento, egli può essere considerato uno studioso e comunicatore della natura.

## Biografia

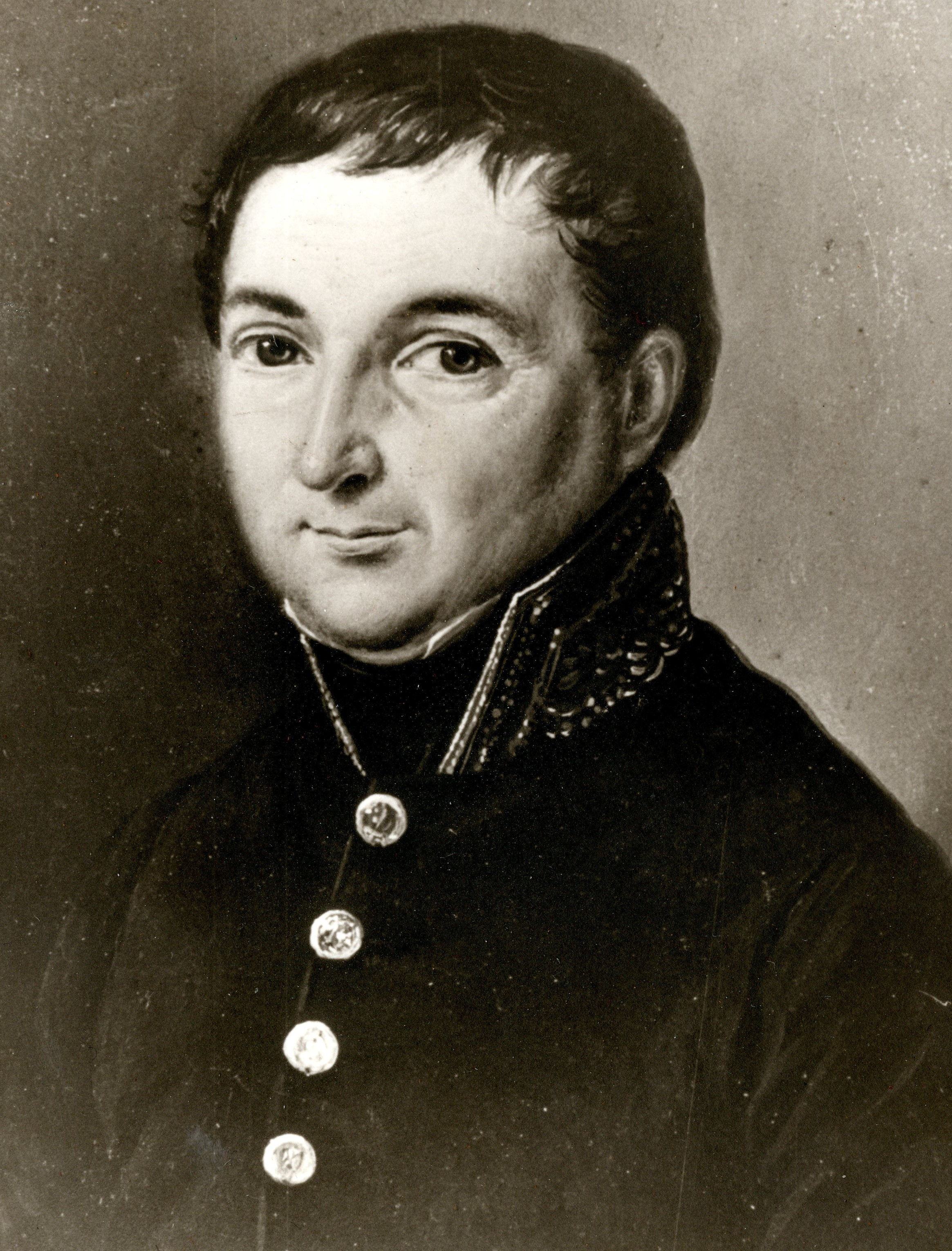
Angelo Craveri, padre di Federico ed Ettore

Federico Craveri nacque a Torino il 29 luglio 1815 da Angelo Craveri (avvocato e sottosegretario di Stato agli Interni durante il regno di Re Carlo Felice di Savoia) e Anna Clotilde Tesio. Iscrittosi all'Università degli studi di Torino, all'età di 25 anni decise improvvisamente di lasciare l'Italia e si imbarcò per il Messico. Nel 1843 completò gli studi universitari a Città del Messico, laureandosi in Chimica e Farmacia con una tesi sulla fermentazione delle sostanze organiche.
Nel 1846 fu raggiunto in Messico dal fratello Ettore, il quale decise di lasciare l'Italia a seguito di dissapori col padre. Ettore ritornò tuttavia a Bra nel 1849 per occuparsi delle collezioni e del museo famigliare a seguito della morte del padre Angelo avvenuta nel 1847.

Durante la sua permanenza ed i suoi viaggi in Messico e negli Stati Uniti, Federico Craveri si occupò di svariate tematiche naturalistiche nell'ambito dello studio del territorio locale. Egli era solito inviare in Italia i numerosissimi reperti (perlopiù geologici e zoologici) raccolti durante i suoi viaggi d'esplorazione, per poter così arricchire le collezioni faunistiche iniziate dal padre nella casa braidese. Gli esemplari raccolti dalla famiglia Craveri costituiscono oggi buona parte del contenuto espositivo del Museo Civico Craveri di Storia Naturale, sito a Bra. 

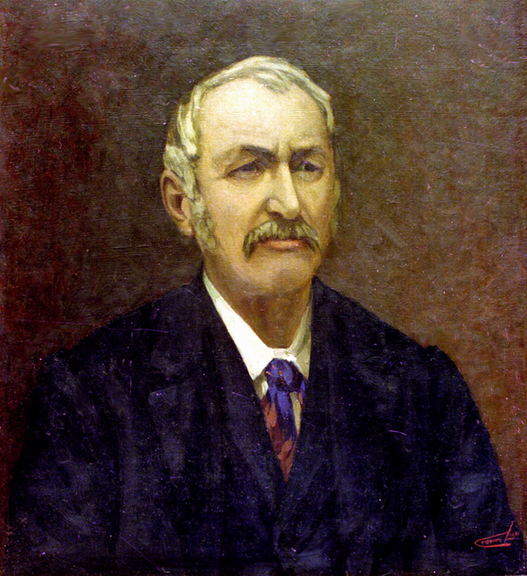
Ettore Craveri, fratello di Federico

Dopo 19 anni di assenza, l'11 settembre 1859 Craveri rientrò a Bra. Abitò insieme al fratello Ettore nella casa paterna e con lui lavorò al museo, arricchendo le collezioni a tal punto da dover ampliare la propria abitazione per poter così dedicare un intero piano allo spazio museale. Divenuto esperto meteorologo durante la sua permanenza in Messico, nel dicembre dello stesso anno egli iniziò le misurazioni nella prima Stazione Meteorologica di Bra, una delle prime dieci storiche stazioni del bacino idrografico del Po. 

Nel 1861 Craveri cominciò ad insegnare nella Scuola Tecnica di Bra, impiego che mantenne per quasi trent'anni e fino alla morte. Due anni dopo, insieme a Quintino Sella, Giovanni Schiapparelli e l'amico Bartolomeo Gastaldi, fu tra i fondatori del Club Alpino Italiano. 

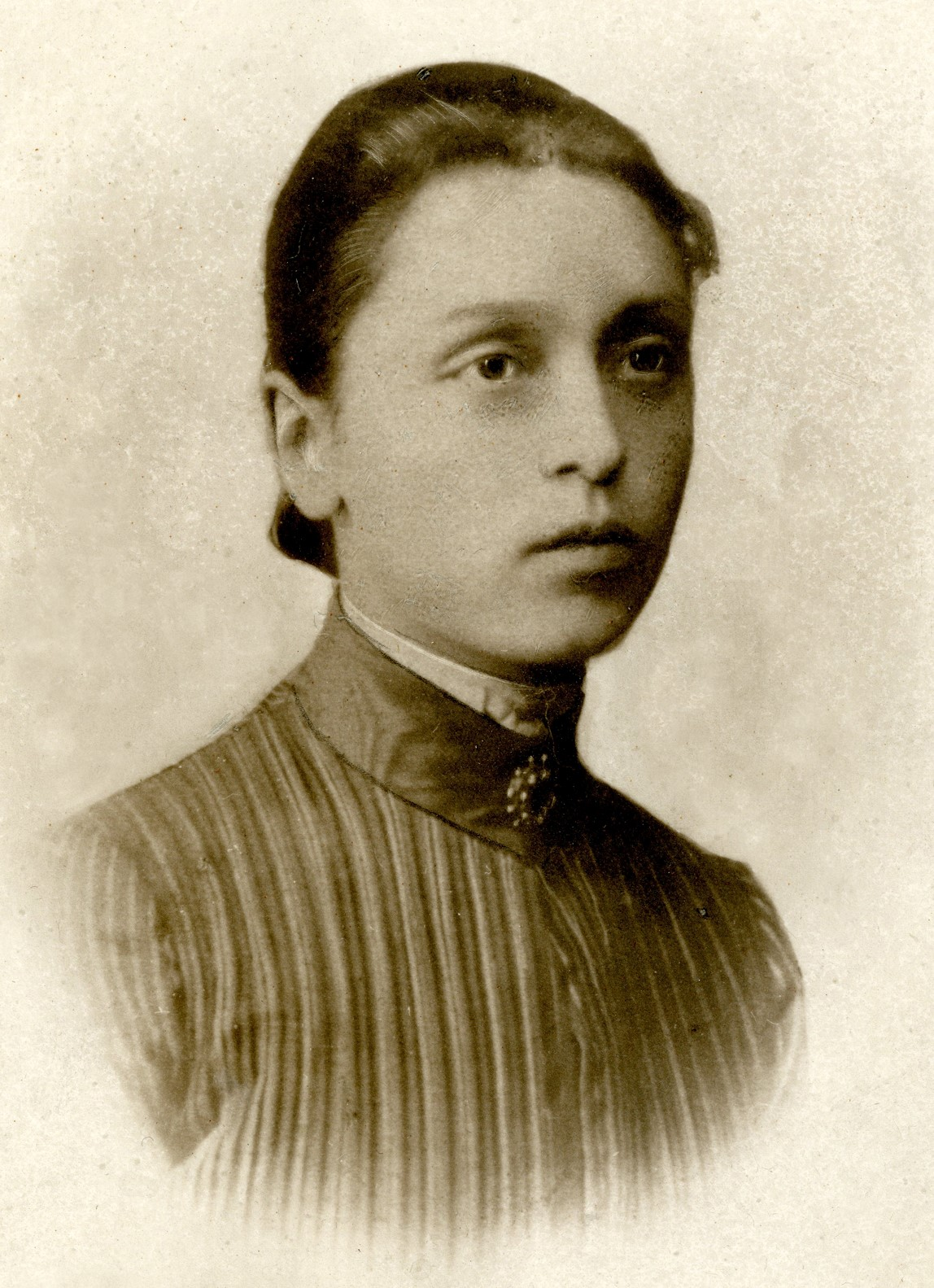
Cornelia Craveri, figlia adottiva di Federico

Nel 1864, approfittando dei lavori di scavo per la realizzazione del tronco ferroviario tra le città di Bra e Alba, i fratelli Craveri raccolsero un gran numero di fossili risalenti al Miocene e al Pliocene, i quali divennero successivamente il nucleo principale della collezione paleontologica del museo. Oltre a molluschi, granchi, ricci di mare e innumerevoli filliti (fossili vegetali), ai piedi di Santa Vittoria venne rinvenuto un unico fossile di tartaruga terrestre risalente alla fine del Messiniano che venne descritto quindici anni dopo dal paleontologo Alessandro Portis e denominato Testudo craverii in onore di Federico. Nello stesso periodo Craveri conobbe ad Ivrea Elisa Tarabiono, alla quale si unì in matrimonio nel 1866.  Il matrimonio durò tuttavia solamente cinque anni, poiché nel 1871 Elisa morì di parto e con lei il figlio nascituro. L'anno successivo, per reagire allo sconforto della prematura perdita della moglie, Federico si allontanò da Bra per compiere un viaggio scientifico in Sicilia.

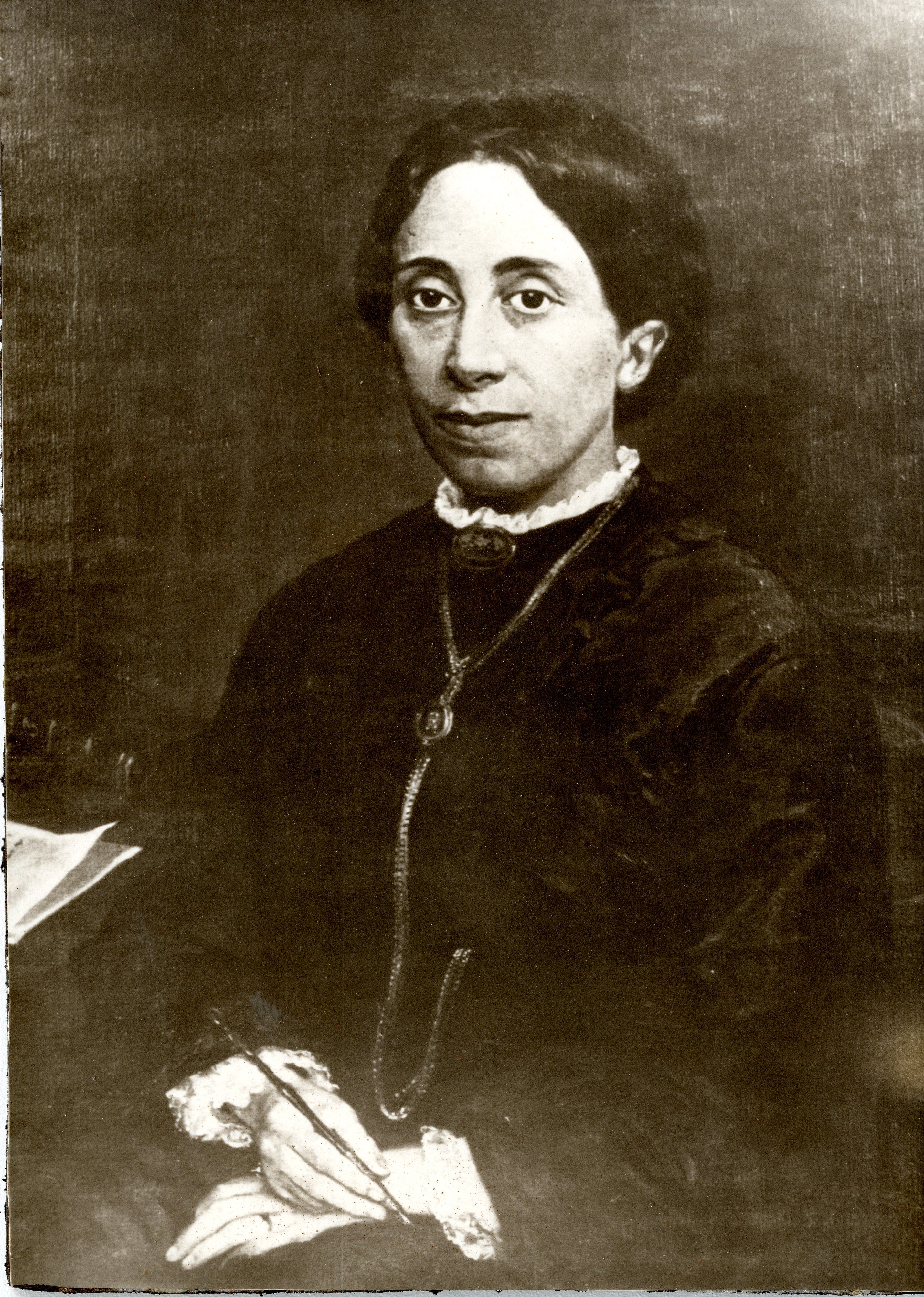
Elisa Tarabiono, moglie di Federico (1866-1871)

Al 1873 risale l'invenzione da parte di Craveri dell'eliofotometro, che fu storicamente il primo strumento meteorologico in grado di misurare l'intensità dell'irraggiamento solare. 
All'età di sessantuno anni (1876) fu nominato Cavaliere della Corona d'Italia da Re Vittorio Emanuele II di Savoia per il grande valore dei suoi studi e delle sue ricerche. A testimonianza della reputazione scientifica di cui godeva, nel 1879 venne nominato Delegato provinciale per la lotta contro la fillossera della vite (giunta in Europa dall'America), che in quegli anni stava seriamente minacciando la sopravvivenza delle viti piemontesi.
L'anno seguente (1880) Craveri venne eletto membro del Comitato Direttivo della neonata Società Meteorologica Italiana, diretta dall'amico Francesco Denza.
Morì improvvisamente il 14 aprile del 1890 e fu sepolto nel cimitero di Bra; sebbene sia possibile ipotizzare che fu colpito da un infarto, le effettive cause del decesso sono sconosciute. Due giorni dopo la sua scomparsa, gli eredi donarono l'edificio e le collezioni museali in esso custodite al Comune di Bra. Una parte dei reperti raccolti dai fratelli Craveri nel Nuovo Mondo è presente nelle collezioni del Museo di Scienze Naturali di Torino.

## I viaggi

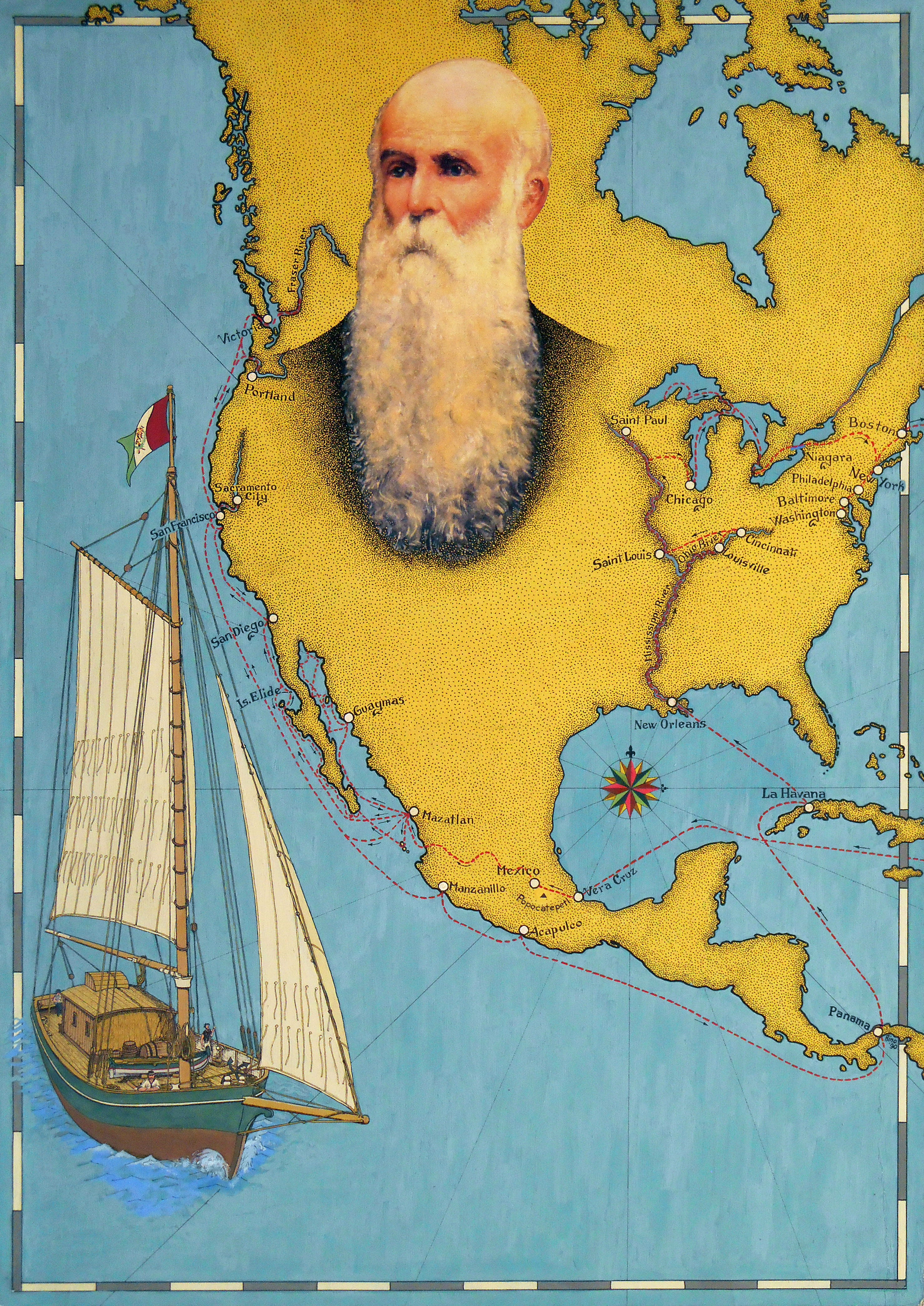
Federico Craveri e la "Lancha". Sullo sfondo, l'America Settentrionale

Federico Craveri compì tre viaggi di esplorazione e ricerca nell'America Settentrionale: il primo (1855-1856) nel Golfo di California e nella regione mineraria di Sinaloa; il secondo (1856-1858) lungo la costa occidentale della Bassa California, nel corso del quale scoprì l'Isola di Elide e ne prese possesso in nome del Governo Messicano per poi recarsi nuovamente presso la regione di Sinaloa; nel terzo ed ultimo viaggio (1858-1859) egli lasciò definitivamente il Messico e visitò Stati Uniti, Canada ed Inghilterra, per ritornare infine in Italia dopo 19 anni di assenza.

### Arrivo, studi e prime esperienze lavorative in Messico (1840-1855)
Federico Craveri giunse in Messico all'età di 25 anni e completò gli studi universitari a Città del Messico, laureandosi in "Chimica e Farmacia" nel 1843 con una tesi sulla fermentazione delle sostanze organiche. Successivamente aprì un laboratorio per l'estrazione dell'acido solforico e nel 1849 diresse un laboratorio di ricerca sull'estrazione dell'argento a Guanajuato. Tra il 1852 ed il 1854 insegnò al Collegio di Medicina "S. Hipolito" e fino al 1855, data del suo primo viaggio, fu insegnante anche alla Scuola Agraria di Città del Messico.

### Primo viaggio esplorativo nell'America del Nord (24 Ottobre 1855 - 22 Novembre 1856)
Craveri fu incaricato dal Governo Messicano di esplorare il Golfo di California (un tratto di mare che separa la penisola della Bassa California dal Messico continentale, conosciuto anche come Mar di Cortés) e la costa pacifica della Bassa California alla ricerca di isole guaniere: considerate le eccellenti proprietà fertilizzanti del guano, la raccolta di questo materiale avrebbe comportato significativi vantaggi all'agricoltura e all'economia messicana. Il suo compito era quello di classificare le isole del golfo in base alla quantità e qualità di guano presente e disponibile per l'estrazione. Federico Craveri partì da Città del Messico il 24 ottobre del 1855 a bordo di una diligenza, la quale venne assaltata da un gruppo di banditi il 2 novembre: nonostante il rischio concreto di rimanere coinvolti in uno scontro a fuoco potenzialmente mortale, Craveri ed i suoi compagni di viaggio riuscirono ad uscirne indenni e a salvare le cose a loro più care (nel caso di Federico il suo prezioso barometro). Scampato il pericolo, salpò l'11 novembre dal porto di San Blas, arrivando pochi giorni dopo alla città di Mazatlán (località dalla quale iniziò ufficialmente il suo primo viaggio). Qui si imbarcò su di una balandra, una piccola imbarcazione a un albero (una "Lancha", simile a quel tipo di barca a vela che oggi viene chiamato "Sloop") con sei uomini di equipaggio, un Contro Mastro, un cuoco, un servo personale e Misère, un cane bracco femmina. Durante il suo percorso sbarcò su numerose isole del Mar di Cortés e svolse diverse osservazioni naturalistiche e geologiche, provvedendo anche ad aggiornare le carte nautiche della zona, spesso povere di dettagli. I campioni di suolo prelevati venivano analizzati nel laboratorio chimico allestito a bordo della nave e tramite i risultati ottenuti si decretava se l'isola fosse sufficientemente ricca di guano da giustificare i costi dei lavori di estrazione. Come riportato nel suo diario di viaggio, la navigazione non fu priva di ostacoli: il 9 marzo 1856 a seguito di una forte burrasca la Lancha si incagliò negli scogli dinanzi all'Isola di Patos; dopo diverse operazioni di scarico del materiale, iniziarono le procedure per la liberazione della nave e l'equipaggio ne riprese il controllo. Durante il resto del viaggio e parallelamente allo svolgimento del suo compito, Craveri non perse occasione per osservare e catalogare tutte le specie vegetali ed animali incontrate, collezionando anche dei campioni destinati alla casa paterna. Prima di concludere il suo viaggio ritornando a Mazatlán il 22 novembre, Craveri visitò numerose miniere di argento nel territorio di Sinaloa.

### Secondo viaggio esplorativo nell'America del Nord (10 Dicembre 1856 - 8 Maggio 1858)
Terminata la stagione degli uragani (i cosiddetti Cordonazos de San Francisco), Craveri ripartì da Mazatlán il 10 Dicembre del 1856 percorrendo le sponde del Pacifico e riprendendo lo svolgimento dell'incarico ministeriale affidatogli dalla Repubblica del Messico. Nel suo percorso, egli approdò su di una piccola isola senza nome (dal diametro di circa 400-500 metri)  e ne prese possesso in nome dello stato del Messico: questo avvenimento portò ad una contesa legale con gli Stati Uniti che si risolse a San Francisco con il prevalere delle ragioni messicane e dello studioso italiano. Come riconoscimento per le azioni di Craveri, le autorità governative gli consentirono di battezzare l'isola ed egli scelse il nome di Elide in omaggio alla donna di cui fu grandemente innamorato e che mai poté sposare per via delle opposizioni paterne. Il naturalista italiano ritornò a Mazatlán l'8 maggio del 1858 e, in quasi 3 anni di navigazione, arrivò ad analizzare, descrivere e rilevare topograficamente circa 70 isole situate nel Golfo di California e lungo la sponda pacifica della Bassa California. 

### Terzo viaggio esplorativo nell'America del Nord, visita in Inghilterra e ritorno in Italia (26 Maggio 1858 - 11 Settembre 1859)
Con la fine del secondo viaggio, Federico Craveri terminò il suo incarico e si congedò definitivamente da Mazatlán il 26 maggio del 1858, quando lasciò il Messico e si diresse verso San Francisco. Da qui si recò nella città di Victoria (Isola di Vancouver, Canada) e successivamente risalì le acque del Fiume Fraser fino a Yale, facendo ritorno a San Francisco il 29 settembre. Negli ultimi mesi dello stesso anno visitò le regioni aurifere e l'entroterra della California, dove prese (per la prima volta) il treno nel recarsi al parco nazionale "Calaveras Big Trees", per vedere e descrivere le grandi sequoie. Navigò poi fino a Panama e, dopo aver attraversato l'Istmo in treno, salpò per L'Avana. Dopo un breve soggiorno a Cuba, si diresse verso New Orleans: qui navigò lungo i fiumi Mississippi e Ohio fino a Cincinnati. Da qui si trasferì via terra a Saint Louis, dove si imbarcò nuovamente lungo il Mississippi per poi giungere a Saint Paul e alle cascate di Saint Anthony (Minneapolis), visitando e annotando tutte le zone minerarie, fabbriche e bellezze naturali incontrate sul suo percorso. Raggiunta Chicago salpò nuovamente alla volta dei Grandi Laghi americani, fino a raggiungere Detroit, le cascate del Niagara e la costa orientale dell'America del Nord. Il 23 giugno 1859 arrivò a New York e successivamente visitò Philadelphia, Baltimora, Washington e Boston, città dalla quale si imbarcò per ritornare in Europa. Durante il viaggio di ritorno sbarcò brevemente in Nuova Scozia, per poi dirigersi senza ulteriori soste fino alla meta. Giunto in Inghilterra, visitò brevemente le città di Liverpool e Manchester nel mese di agosto, per ritornare infine in Italia, a Bra, l'11 settembre del 1859: il ritorno in Italia sancisce la fine dei suoi viaggi e l'inizio delle sue attività di insegnamento, ricerca e cura del museo di famiglia.

## Scoperte, invenzioni e riconoscimenti

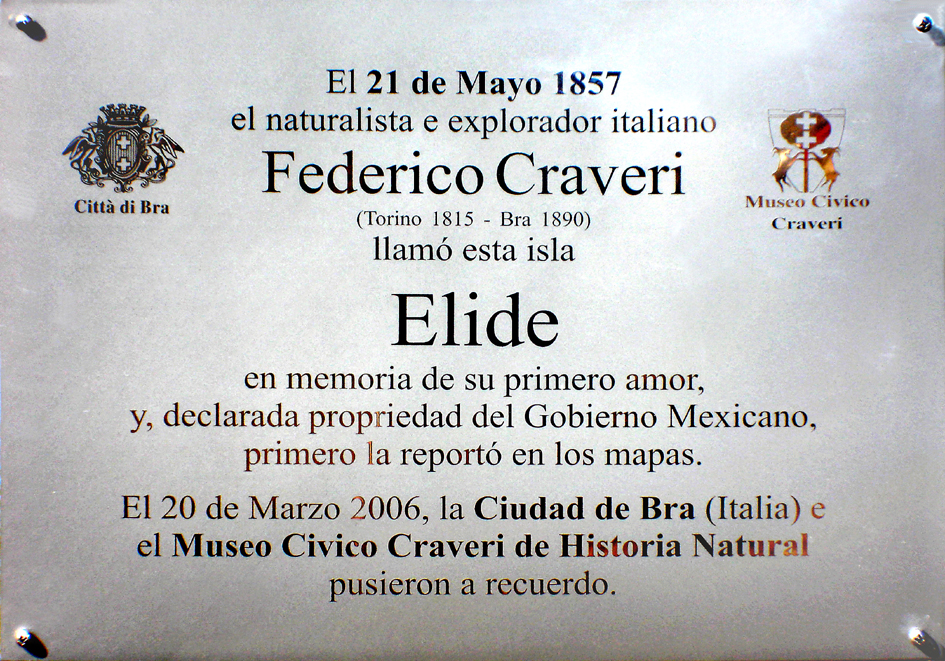
Targa apposta nel 2006 dal Comune di Bra sull'Isola di Elide

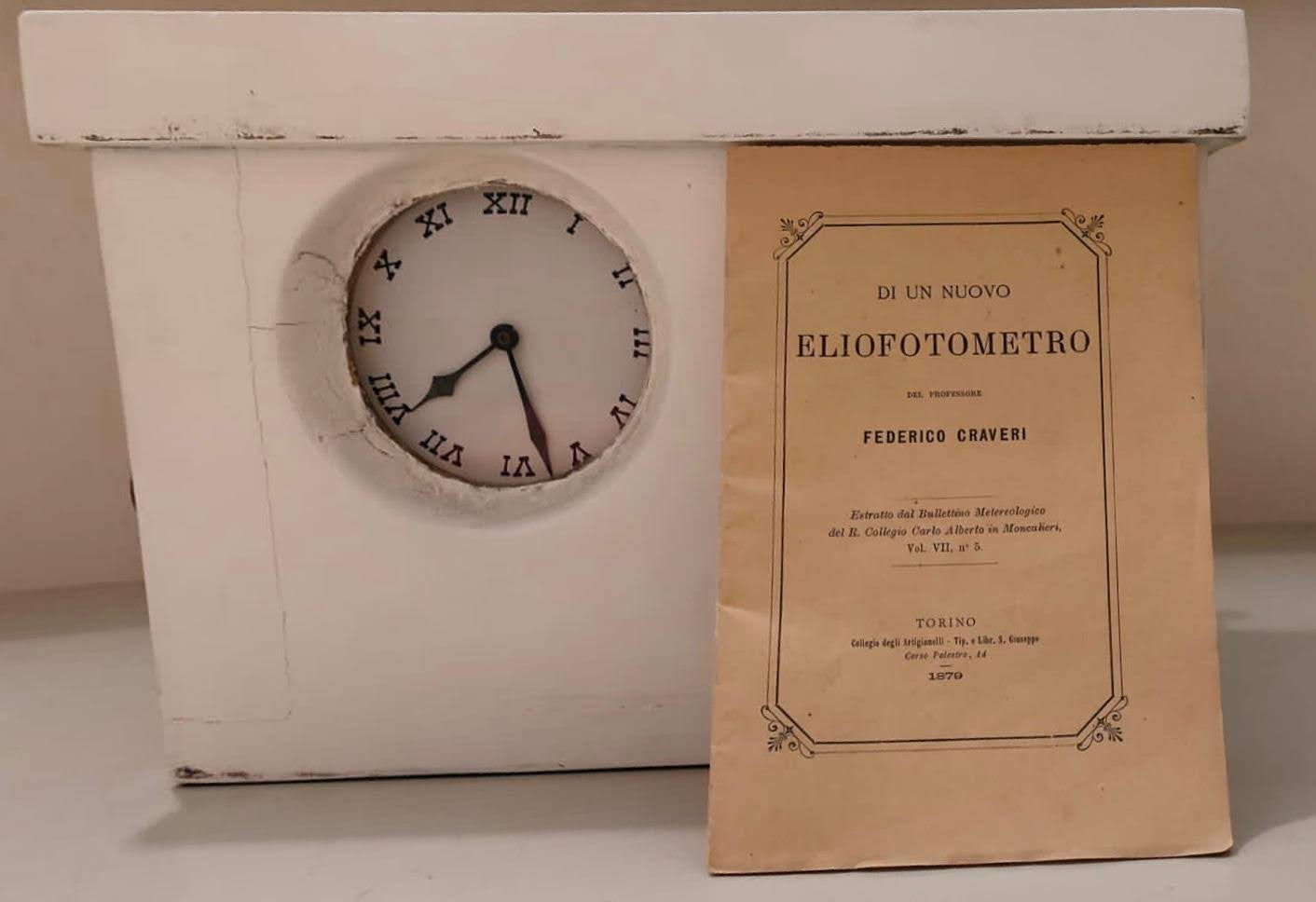
L'eliofotometro

Nel corso del suo secondo viaggio (1856-1858), Craveri diede il nome Elide ad un'isola sita lungo la sponda pacifica della Bassa California. Quest'isola, che si trova vicino alla città di Santa Rosaliíta (Messico), è conosciuta dagli abitanti della costa come Isla Adelaida, ma conserva il nome originario sulle odierne carte nautiche messicane. 
Durante i suoi viaggi (1855-1859), Craveri scoprì anche una nuova specie, l'Uria (Synthliboramphus craveri), che nel 1865 venne dedicata a Federico Craveri ed Ettore Craveri dall'ornitologo Tommaso Salvadori, a riconoscenza del fatto che i fratelli Craveri avevano arricchito di reperti provenienti dal Nuovo Mondo le collezioni di quello che è oggi il Museo di Storia Naturale di Torino. Varie specie di ditteri messicani sono stati invece dedicati ad Ettore Craveri (Tipula craverii, Tabanus craverii, Mallophora craverii and Diogmites craverii) dallo zoologo Luigi Bellardi.
Nel 1862 i fratelli Craveri progettarono un particolare tipo di anemometro, il cui funzionamento era affidato ad un sistema di caduta e raccolta di granelli di miglio all'interno di appositi sacchetti orientati lungo i punti cardinali. 
Nel 1863 Federico Craveri figurò fra i fondatori del Club Alpino Italiano.
Nel 1869 pubblicò un libro di testo per l'insegnamento scolastico dal titolo: "Lezioni sulle Scienze Naturali esposte nella Scuola Tecnica di Bra".
Nel 1873 inventò l'eliofotometro, uno strumento in grado di misurare l'irraggiamento solare nell'arco della giornata.
Nel 1875 fu nominato Ispettore degli scavi e monumenti annessi per la zona di Alba.
Nel 1876 fu insignito del titolo di Cavaliere della Corona d'Italia da Re Vittorio Emanuele II di Savoia. Nel dicembre dello stesso anno, in un vigneto nei dintorni di Bra, vennero trovati i resti fossili del Sirenio di Bra (Metaxytherium subapenninum).
Nel 1878, per meriti nel campo del rilevamento dei dati meteorologici, gli fu conferita una medaglia d'argento all'Esposizione Generale Italiana di Torino nella sezione "Astronomia, Fisica terrestre e Meteorologia".
Nel 1879, il paleontologo Alessandro Portis descrisse la testuggine fossile rinvenuta dai fratelli Craveri quindici anni prima e la dedicò a Federico: di qui il nome Testudo craverii. Nel medesimo anno, Craveri venne nominato "Delegato provinciale per la lotta contro la fillossera della vite", nel tentativo di salvare le vigne piemontesi da questo parassita.
Nel 1880 Craveri venne eletto membro del Comitato Direttivo dell'Associazione Meteorologica Italiana, fondata da Francesco Denza.